# Угстгест
Угстге́ст (нід. Oegstgeest; - [uχs(t)ˈχeːst] ( прослухати)) — місто у нідерландській провінції Південна Голландія, адміністративний центр та єдиний населений пункт однойменного муніципалітету. У 2014 році визнаний найкращим для проживання муніципалітетом за версією видання De Telegraaf.

## Розташування
Угстгест розташований на північний захід від Лейдена і фактично є передмістям останнього. На північний схід від Угстгеста лежить озерна система Кагерплассен.
Площа муніципалітету становить 7,97 км², з яких суходолу — 7,30 км², водної поверхні — 0,67 км². У північній частині міста протікає Угстгестерканал і розташовані озера Клінкенбергерплас (Klinkenbergerplas) та Пулрейтерплас (Poelruiterplas), вздовж південно-західного кордону муніципалітету протікає річка Ауде-Рейн.

## Походження назви
Точного пояснення топоніму «Угстгест» досі немає. Частина -geest означає «піски, піщані землі», а от значення частини Oegst- доволі дискусійне. Раніше назва міста часто вимовлялася як Oestgeest або Oostgeest, що може мати географічне уточнення, від oost (укр. схід) — «східні піски» або «піщані землі на сході». Найстаріший варіант написання назви міста був знайдений в архівах церкви святого Мартина в Утрехті. Він датований X століттям і виглядає як Osgeresgeest, що, можливо, пов'язане із місцевим мешканцем та/або власником цих земель на ім'я Osger.

## Історія
Частина узбережжя Північного моря, де розташований Угстгест, була заселена одна з найперших в регіоні. У 1946 році у прибережних дюнах Елгестерпольдера були знайдена рештки поселення германського племені батавів, датовані II століттям. У 2010 році студенти з археологічного факультету Лейденського університету знайшли рештки мосту, який, як гадають, з'єднував береги Рейну між 500 та 700 роками нашої ери. Втім, немає доказів, що люди жили тут у пізніші часи.
З історичних документів відомо, що у IX столітті або раніше тут вже існувала церква, розташована на тому самому місці, що й сучасна церква Groene Kerkje, присвячена, за легендою, святому Вілліброрду. Існування церкви чітко вказує на існування поряд поселення.

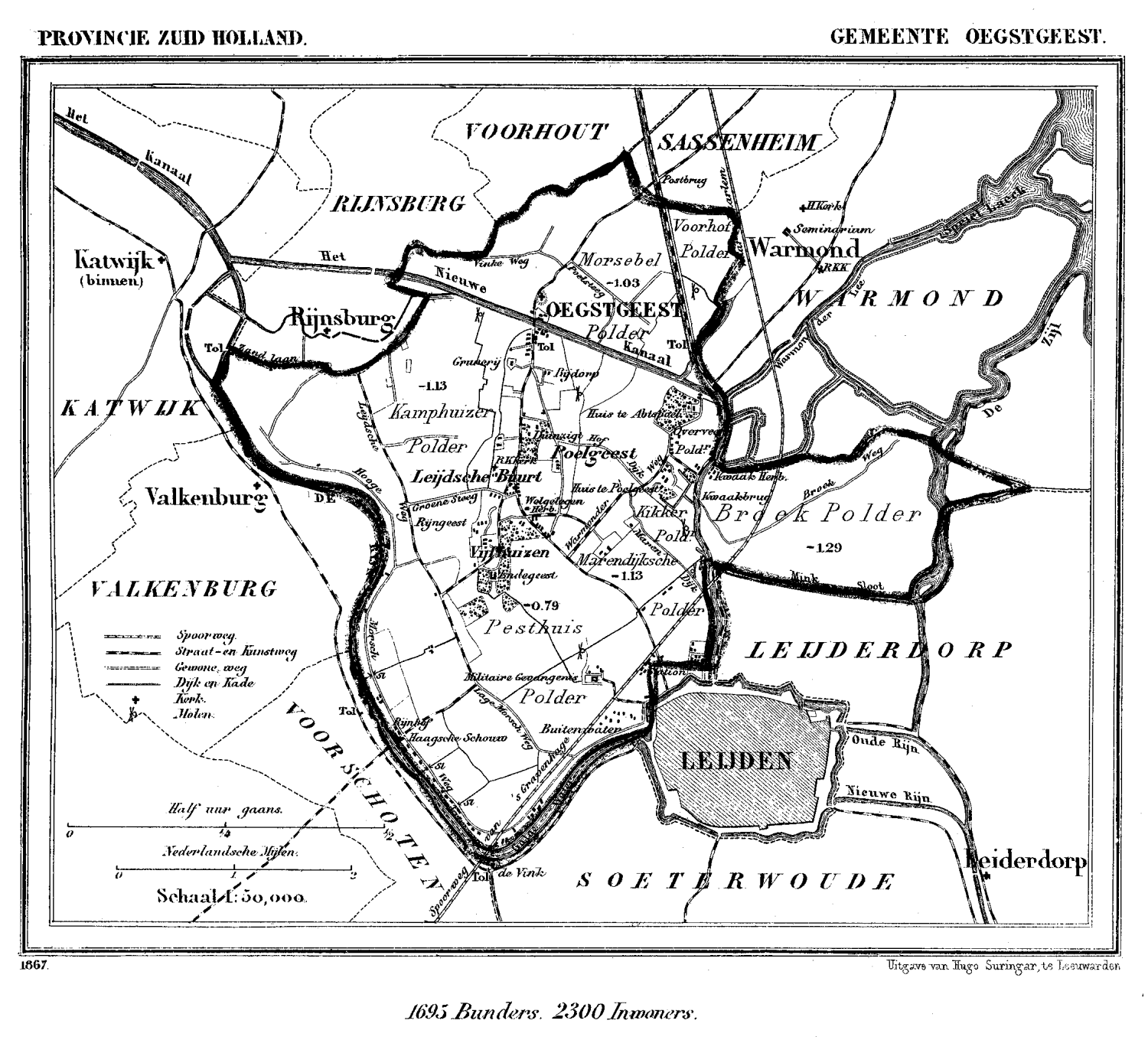
Кордони Угстгеста у 1867 році

XI–XIV століття були періодом розвитку Угстгеста, чия територія в ті часи була значно більша, ніж у XXI столітті. Так, до Угстгеста належали землі до Ауде-Рейна, тобто ділянки сучасних районів Лейдена — Бінненстад-Норд, Стацйондістрікт, Лейден-Норд, Бургаведістрікт і Меренвейкдістрікт. Цей «золотий вік» скінчився із наданням сусідньому поселенню Лейден права міста, за якими Лейден монополізував торгівлю і будівництво у цій місцевості. Також новостворене місто досить швидко почало розширювати свої межі за рахунок сусідніх поселень, у тому числі і Угстгеста, у якого Лейден 1355 року анексує значну територію на північ від Ауде-Рейна.
Початком XIV століття датовані обидва замки на території сучасного муніципалітету — Ендегест на заході та Ауд-Пулгест на сході. У 1399 році, через стрімке скорочення населення і неможливість виплачувати податки графу Голландії у повному обсязі, манор Угстгест об'єднався із манором Пулгест (останній виник у X столітті).
На початку XVII століття територія Угсгеста знову скорочується: 1611 року міська влада Лейдена вирішує створити нові райони для переселенців-протестантів, які після перемоги Нідерландської революції тікають з католицької Бельгії до протестантських Нідерландів.
У 1842 році до Лейдена з Гарлема прокладають залізницю, але юридично залізничну станцію розташовують на території Угстгеста. Проте наприкінці XIX століття Лейден вкотре анексує землі Угстгеста, у тому числі, і місцевість біля вокзалу, яку на той час вже заселили заможні лейденці. У XX столітті територія Угстгеста знову скорочується: Лейден двічі, 1920 року і 1966 року, пересуває свої межі на північний захід. У XXI столітті межа між цими муніципалітетами проходить прямо по вулицях Вармондервег, Угстгестервег та Вассенаарсевег (частково).

## Райони міста
До початку XX століття забудова Угстгеста мала сільський характер, фактичного центру міста не існувало. Угстгест складався з кількох окремих поселень:
- Керкбюрт (Kerkbuurt) або Ауде-Дорп (Oude Dorp, укр. Старе село) — біля церкви святого Вілліброрда (Groene Kerkje) на півночі сучасного Угстгеста,
- Лейдсебюрт (Leidse Buurt) — в центрі,
- Пулгестербюрт (Poelgeesterbuurt) або Квак (Kwaak) — на сході, біля замку Ауд-Пулгест,
- Морс (Mors) — на півдні, анексований Лейденом
- Базар (Bazar) і Рейс'єс (Rijsjes) — на заході, з 1966 року входять до складу Рейнсбурга.

Проте на межі XIX–XX століть територія між цими поселеннями почала забудовуватися. Першим районом сучасного Угстгеста став район Вільгельмінапарк (Wilhelminapark), забудований у 1898–1906 роках, за ним виник близько 1915 року район Прінс-Хендрікпарк (Prins Hendrikpark), у 1920–1950 роках з'явилися райони Юліанапарк (Julianapark), Оран'єпарк (Oranjepark) і Еммапарк (Emmapark). У 1950-х роках забудовується район Грунері (Grunerie) та район між вулицями Еммалан (Emmalaan) і Ланге-Ворхаут (Lange Voort). У 1980-х—1990-х роках виникають райони Хаасвейк (Haaswijk) і Морсебел (Morsebel), у 2000-х — Пулгест (Poelgeest), між замком Ауд-Пулгест і лейденським районом Меренвейк. У 2006 році почалося будівництво нового району — Ньїв-Рейнгест (Nieuw Rhijngeest).

## Транспорт
В західній частині Угстгеста пролягає шосе А44 на Гаагу і Амстердам, у південно-західній частині — автошлях N206 на Катвейк і Лейден.
Найближча залізнична станція розташована в Лейдені (Leiden Centraal).
Угстгест сполучається з іншими містами регіону низкою міжміських автобусних маршрутів:
- № 20 (в один бік — на Лейден, в інший — на Рейнсбург, Нордвейк)[5],
- № 21 (в один бік — на Лейден, в інший — на Рейнсбург, Нордвейк)[6],
- № 50 (в один бік — на Лейден, в інший — на Вармонд, Сассенхейм, Ліссе, Гіллегом, Беннебрук, Гемстеде і Гарлем)[7]
- № 57 (в один бік — на Лейден, в інший — на Сассенхейм, Ворхаут, Нордвейкерхаут, Де-Зілк, Гіллегом, Бейнсдорп, Ньїв-Веннеп)[8]
- № 186 / № 187 (на Гауду, Ваддінксвен, Боскоп, Хазерсвауде-Дорп, Зутервауде-Рейндейк, Зутервауде-Дорп, Лейден)[9][10],
- № 386 (на Лейден, Вассенаар і Гаагу)[11]
- маршрутне таксі № 510 (між Лейденським вокзалом і районом Пулгест)[12]

Також у 1920-х—1960-х роках по Угсгесту пролягала лінія трамвая, що сполучала Лейден з Катвейком і Нордвейком.

## Політика
Управління муніципалітетом здійснюють муніципальна рада та бургомістр, при якому є також рада олдерменів.
Міська рада складається з 19 депутатів, які обираються раз на чотири роки. Рада представляє у владній структурі муніципалітету законодавчу гілку влади. Також рада обирає олдерменів, які разом із мером формують виконавчу гілку та займаються поточними питаннями муніципалітету.
Місця в раді розподілені поміж політичними партіями наступним чином:
| Партія                                  | 1994 | 1998 | 2002 | 2006 | 2010 | 2014 |
| --------------------------------------- | ---- | ---- | ---- | ---- | ---- | ---- |
| Leefbaar Oegstgeest (місцева партія)    | 7    | 6    | 6    | 5    | 6    | 3    |
| Progressief Oegstgeest (місцева партія) | 3    | 4    | 5    | 6    | 6    | 3    |
| Народна партія за свободу і демократію  | 3    | 5    | 4    | 5    | 5    | 4    |
| Християнсько-демократичний заклик       | 2    | 3    | 4    | 3    | 2    | 3    |
| Демократи 66                            | 2    | 1    | —    | —    | —    | 4    |
| Lokaal Oegstgeest (місцева партія)      | —    | —    | —    | —    | —    | 2    |
| Усього                                  | 17   | 19   | 19   | 19   | 19   | 19   |

Виконавчу владу представляє бургомістр і рада з трьох олдерменів. Посаду бургомістра Угстгеста з 2014 року обіймає Ян Вайєр (Jan Waaijer) з партії «Християнсько-демократичний заклик», олдерменами є:
- Венделін Тен'янн (Wendelien Tönjann) з партії «Народна партія за свободу і демократію»,
- Йос Руффен (Jos Roeffen) з партії «Lokaal Oegstgeest»,
- Марін ден Бур (Marien den Boer) з партії «Християнсько-демократичний заклик».

## Культура

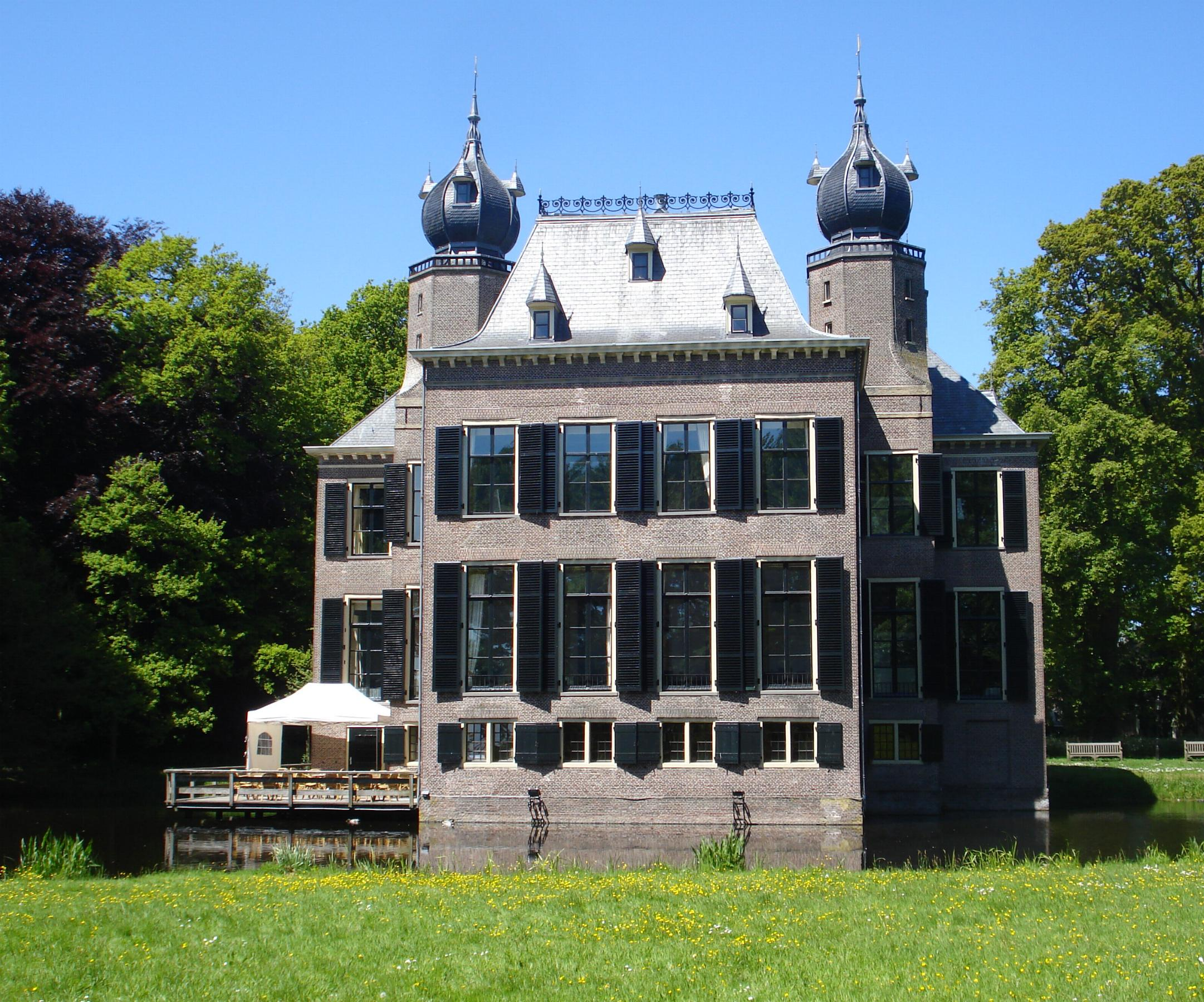
Замок Ауд-Пулгест

### Спорт
В Угстгесті є три аматорські футбольні клуби: VV Oegstgeest, VV UDO та Ajax Sportman Combinatie, останній також є клубом з крикету. Також у місті діють клуби з інших видів спорту: FIKS (корфбол), Leidsche en Oegstgeester Hockey Club (хокей), OLTC (теніс), Volleybal Club Oegstgeest (волейбол), Basketbal Vereniging Oegstgeest (баскетбол), Badminton Club Oegstgeest en Pecos (настільний теніс), IJsclub Oegstgeest (ковзанярський спорт). Є басейн, де проводяться змагання з водного поло.

### Музеї
На території Угстгеста розташований музей «Корпус», присвячений анатомії людини. Будівля музею зведена у вигляді 35-метрової людини.

### Пам'ятки
В Угстгесті розташовано 43 національні пам'ятки, серед яких варто зазначити:
- замок Ауд-Пулгест із допоміжними будівлями та парком,
- замок Ендегест із допоміжними будівлями,
- церкву святого Вілліброрда, зведену на початку XVII століття, архітекторами Віллемом ван дер Хелмом та Якобом ван Банкеном,
- вітряк Oudenhofmolen (1783 р.)

Також на території муніципалітету розташовано 60 пам'яток місцевого значення і два воєнні меморіали.

## Видатні мешканці
- Ян Волкерс — нідерландський письменник і скульптор, народився в Угстгесті.
- Йохан Фер'є — перший президент Суринаму, помер в Угстгесті.
- Максим Ферхаген — нідерландський політик, працював у міській раді Угстгеста.
- Марінус ван дер Люббе — нідерландський комуніст, звинувачений у підпалі Рейхстагу 27 лютого 1933 року. Деякий час мешкав в Угстгесті.
- Йоганн Якоб Сміт — нідерландський ботанік, помер в Угстгесті.
- Гендрік Крамерс — нідерландський фізик-теоретик та громадський діяч, помер в Угстгесті.
- Інгрід ван Гаутен-Ґроневельд — нідерландська вчена-астроном, померла в Угстгесті.

## Галерея

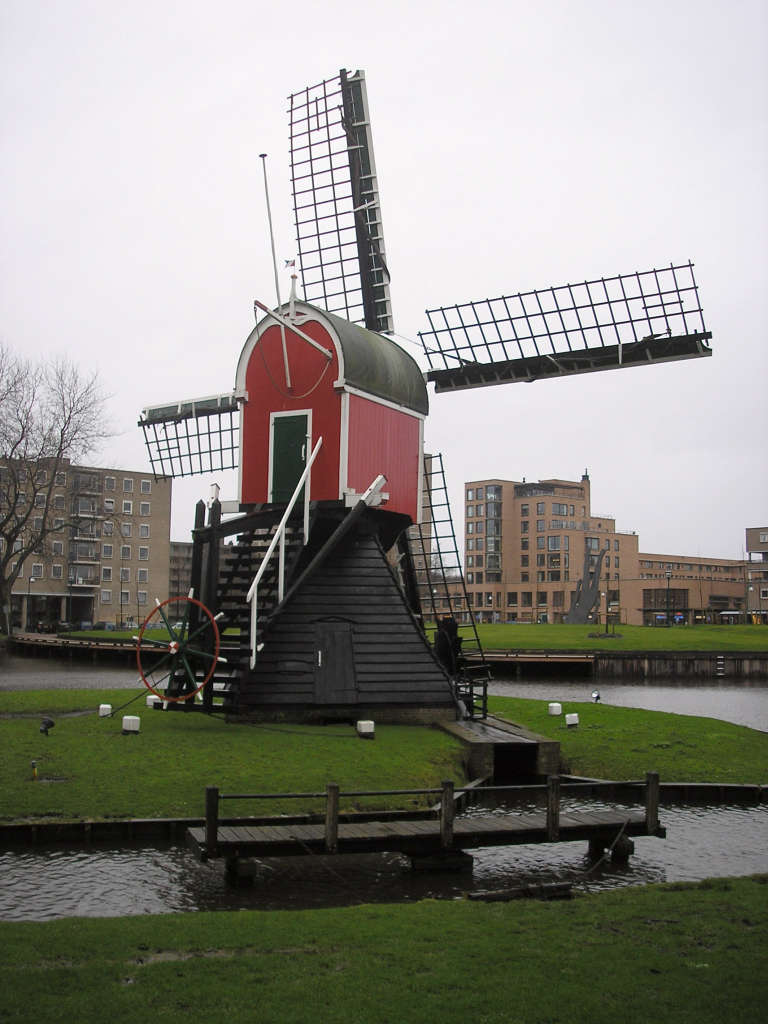
Вітряк Oudenhofmolen
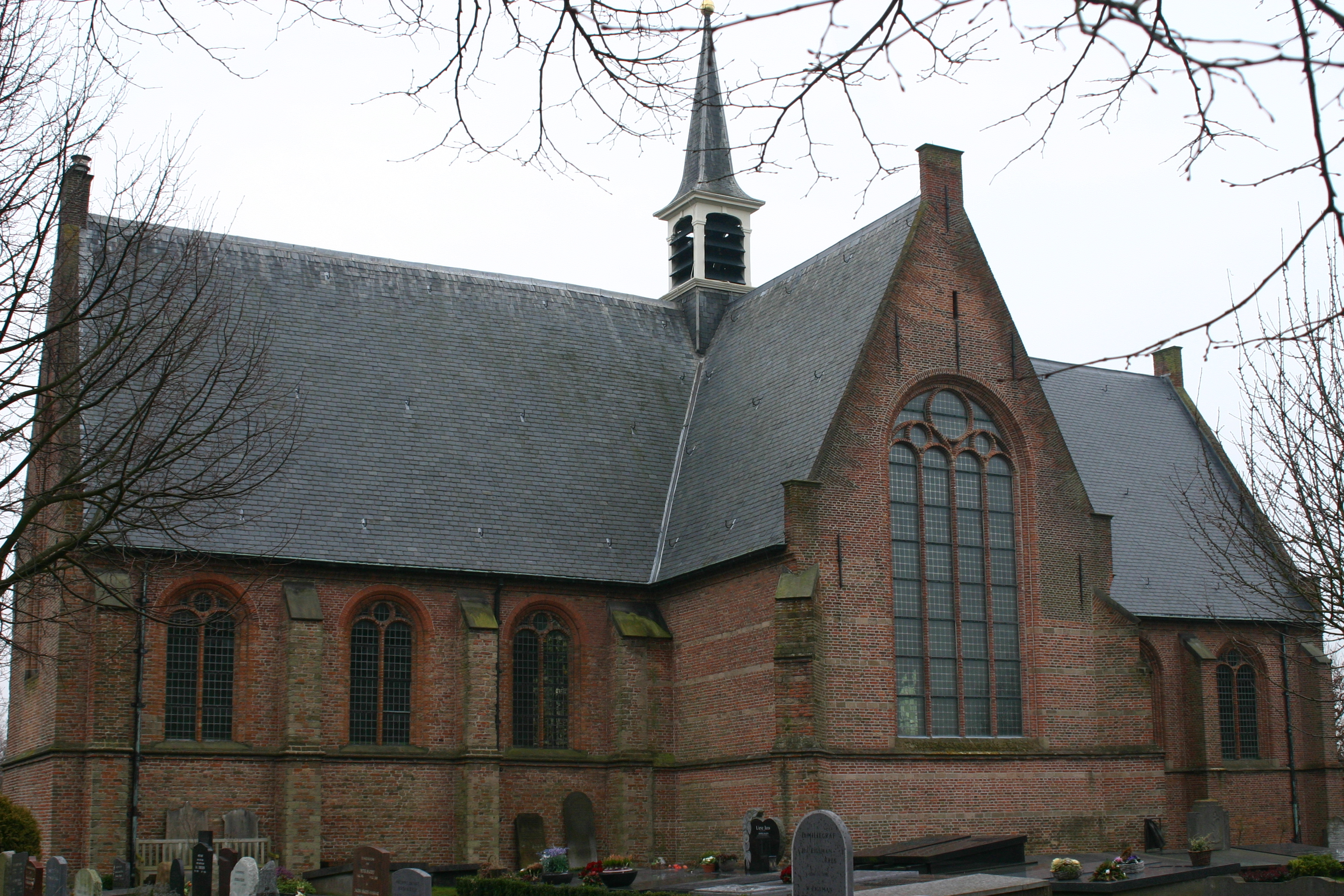
Церква святого Вілліброрда
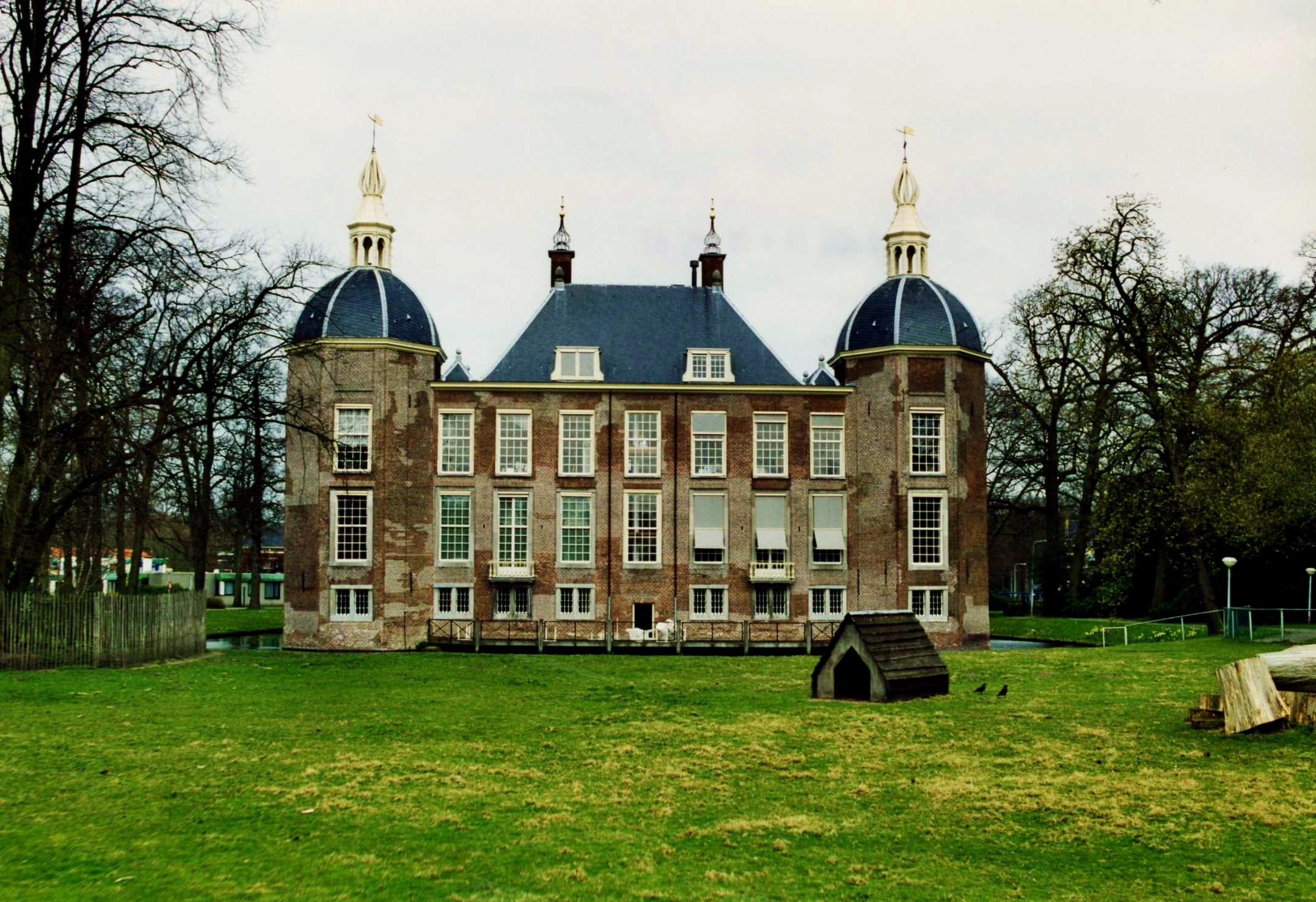
Замок Ендегест
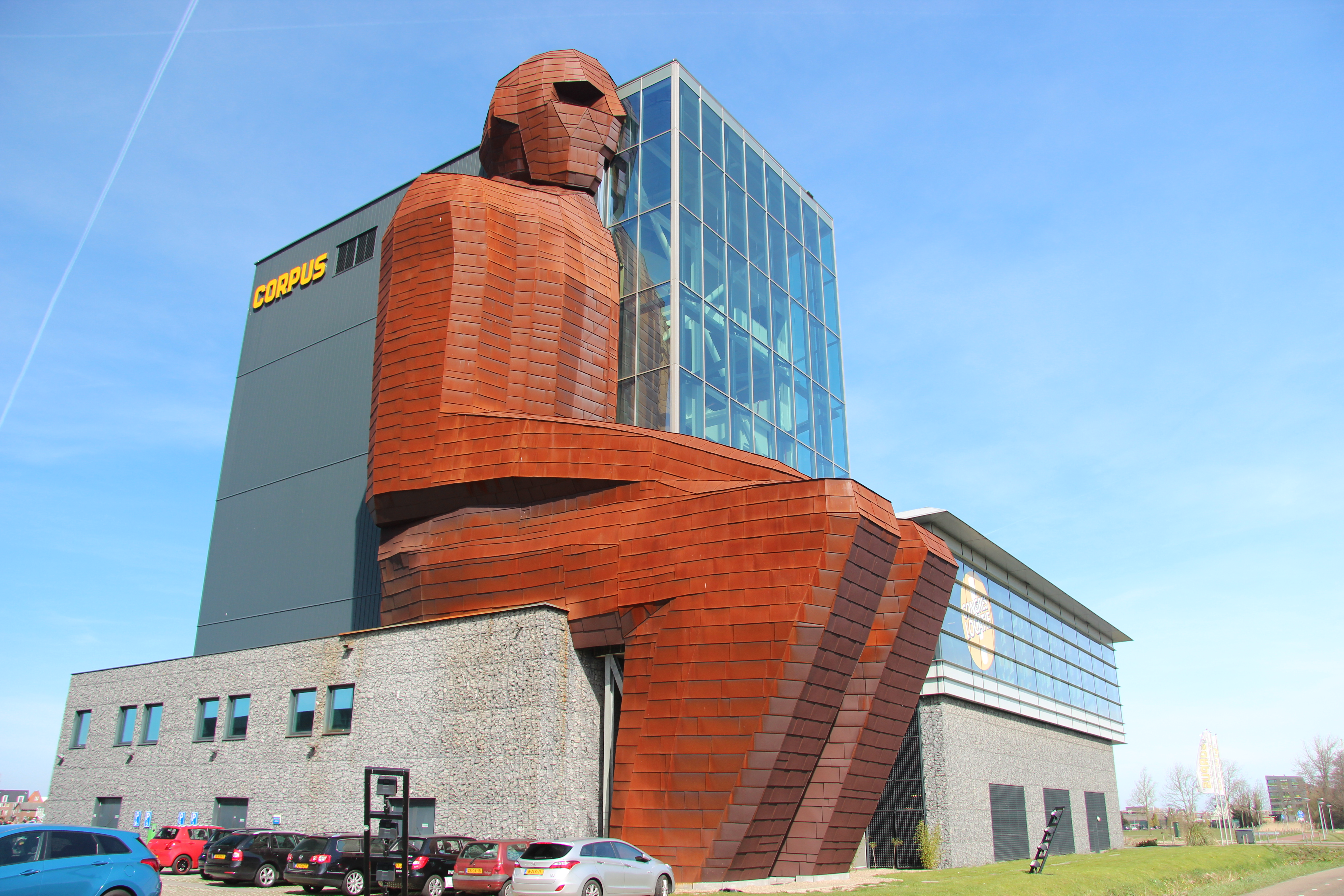
Музей CORPUS